# Fusariové vadnutí

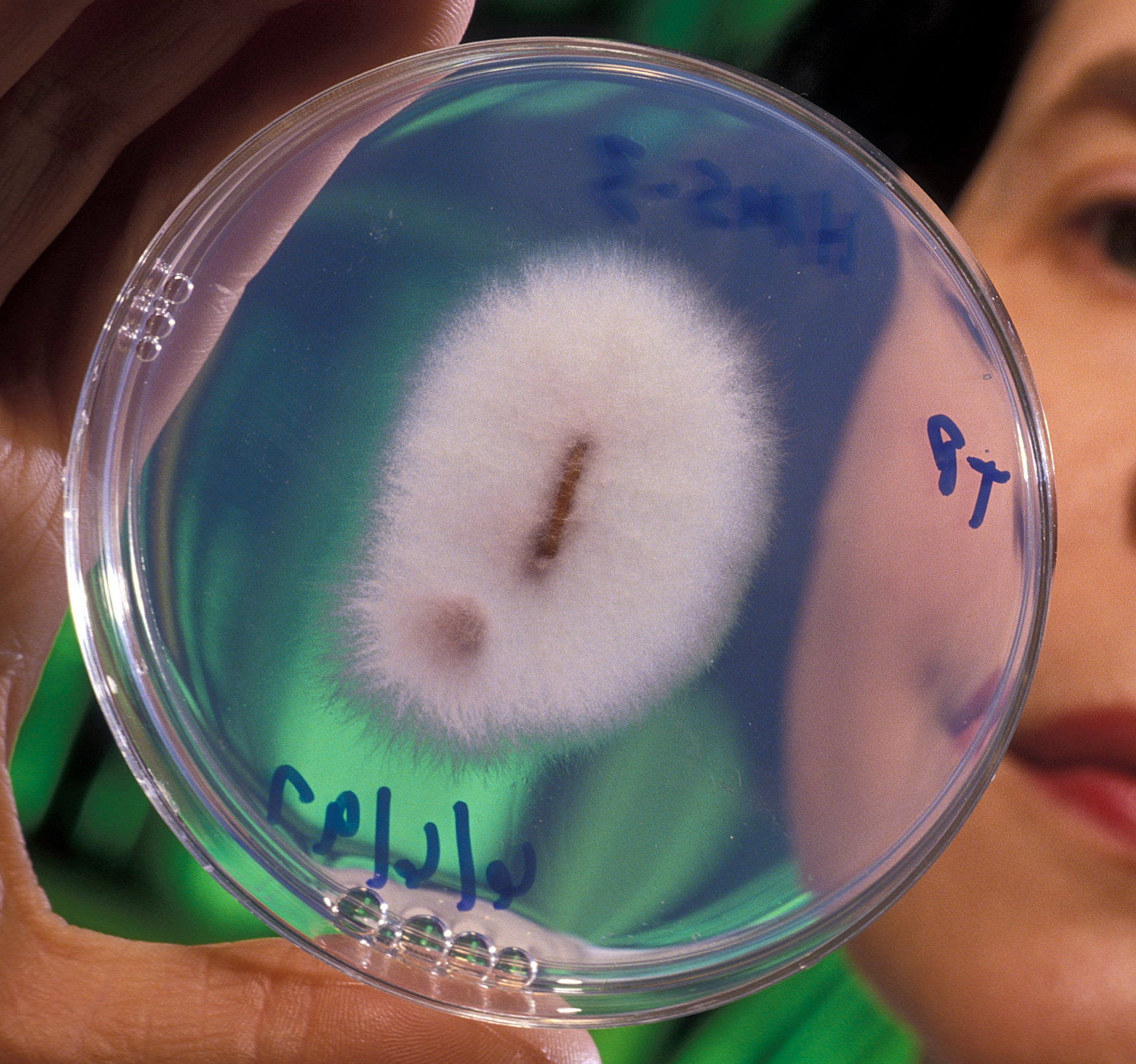
Rostlinný patogen Fusarium oxysporum způsobující fuzariové vadnutí.

Fusariové vadnutí je houbová choroba rostlin způsobená houbami rodu srpovnička (Fusarium) z čeledě rážovkovité (Nectriaceae ). Zřejmě nejčastějším patogenem bývá srpovnička špičetovýtrusá (Fusarium oxysporum). Stejný rod způsobuje fusariovou hnilobu jablek a napadá brambory nebo kukuřici. Srpovnička může na jednom hostiteli způsobovat poškození společně s dalšími patogeny a stejné příznaky jako je napadení houbami tohoto rodu mohou způsobovat jiné houby nebo další živé organismy. Rozšířenou chorobou je fusariové vadnutí aster. Podobné příznaky jako u fusariového vadnutí lze sledovat u verticiliového vadnutí.

## EPPO kód

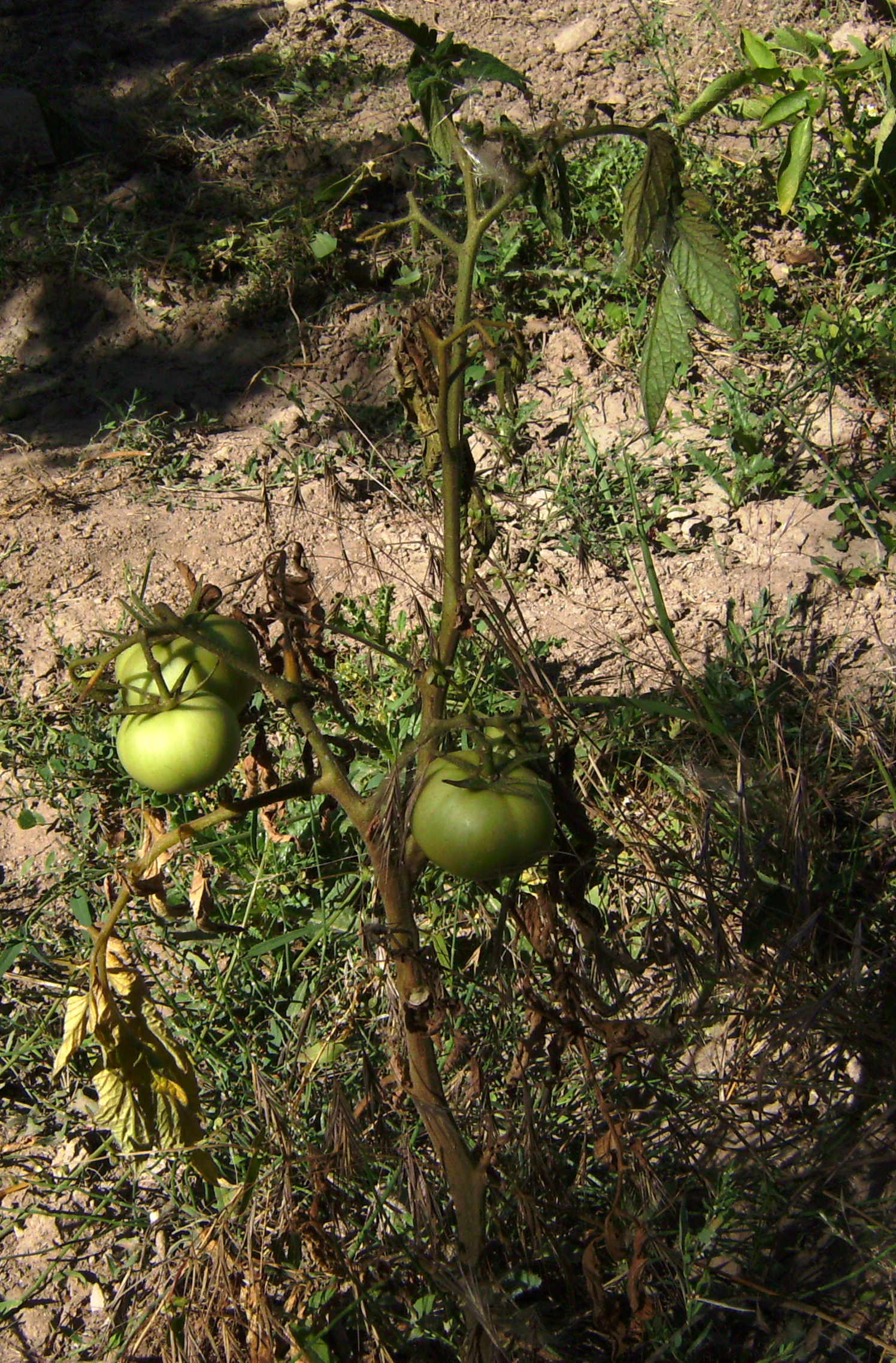
Fuzariové vadnutí, lilek rajče.

1FUSAG 

## Synonyma patogena

### Vědecké názvy
Podle biolib.cz je pro patogena Fusarium používáno mnoho různých synonym, například Bidenticula nebo Lachnidium. 

### České názvy

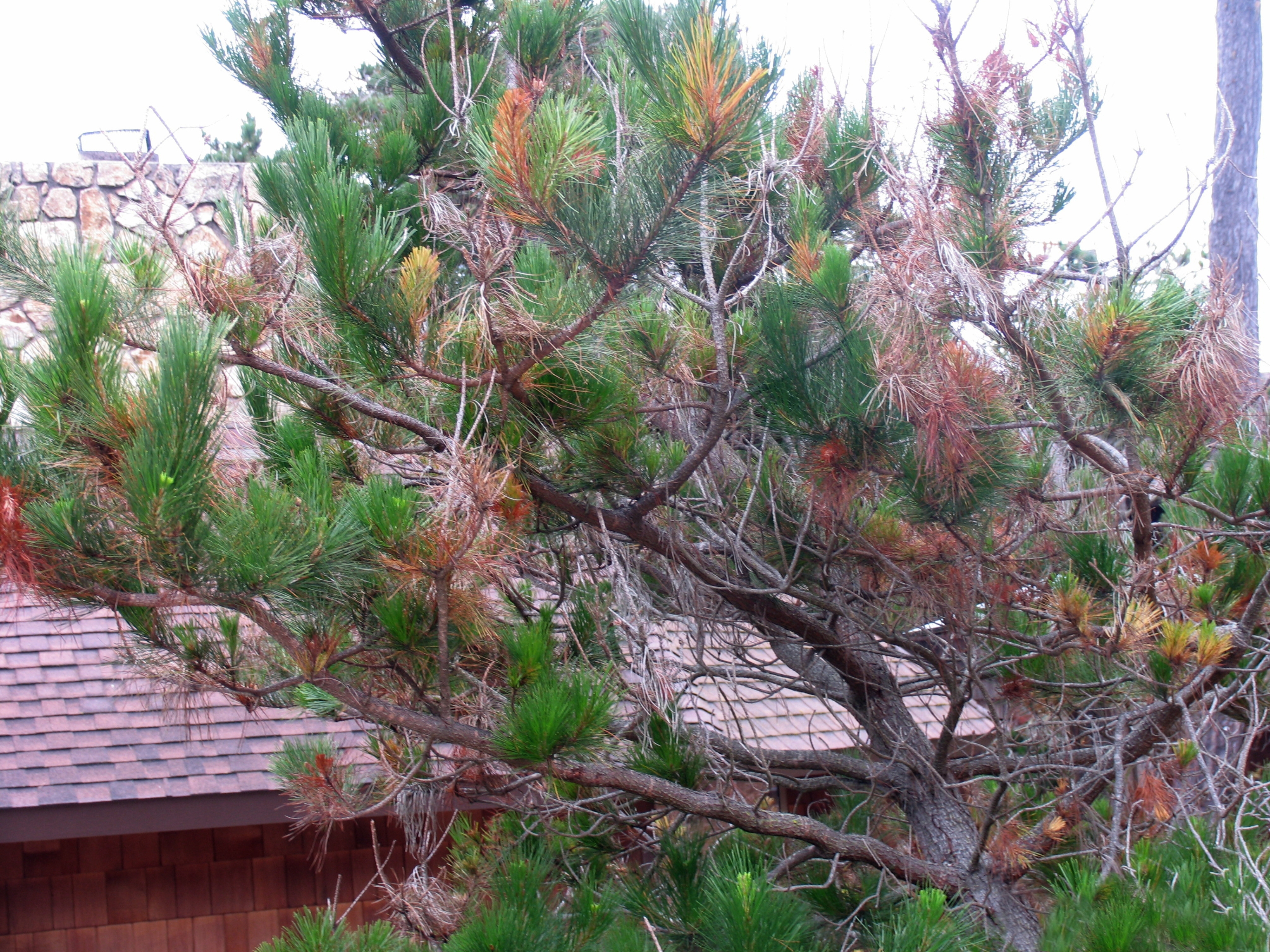
Fusarium circinatum na borovici Pinus radiata.

srpatka

## Hostitel
Patogen napadá velmi široký okruh rostlin. Brambory, řepa, chmel, křen, třešně, ořechy, rybíz, angrešt a různé okrasné rostliny včetně okrasných a lesních dřevin. Velmi rozšířená je choroba u aster (Calistemon) ale i u hvozdíků a chryzantém, gladiol, lilií a narcisů. Častými hostiteli jsou také
| - lilkovité - lilek rajče - paprika - lilek - bobovité - jetel - sója - vojtěška - fazol - čočka - hrách - podzemnice olejná - vikev - brukvovité - brokolice - růžičková kapusta - zelí - květák - čínské zelí - kedluben - ředkvičky - tuřín - červená řepa | - česnekovité - česnek - pórek - cibule - miříkovité - celer - kmín - kopr - hořčice - petržel - tykvovité - dýně - meloun - okurka setá - Aechmea - chřest - banánovník - kaktusy (Cereus, Opuntia) - salát - citrónovník - kávovník - bavlník - eukalypt | - fíkovník - len - vinná réva - hebe - konopí - dub - ibišek - orchideje - datlová palma - jitrocel - hlohyně (Pyracantha) - světlice barvířská - rozchodník - sezam - mimóza - špenát - jahodník - cukrová třtina - škumpa - batáty - tabák |

Seznam podle 

## Příznaky
Příznaky jsou závislé na prostředí, zejména na teplotě a na druhu rostliny.
- zakrnění
- žloutnutí a vadnutí listů
- zčervenalé a hnědé zabarvení vodivých pletiv (xylém) uvnitř stonku
- bílá, růžová nebo oranžová plíseň na povrchu postižených stonků, zejména za vlhka
- hniloba kořenů nebo stonku astry (Calistemon) často trpí zčernáním a hnilobou základů stonku

na zčernalém stonku nad povrchem půdy se tvoří plodnice, sporodochia 
Patogen způsobuje hnědnutí cévních svazků. Následkem poškození vodivých pletiv napadené rostliny nejprve přechodně (jen přes den) a později vadnou. Kořenový krček uhnívá, za vlhka je na něm bělorůžový povlak houby.
Všechny části rostlin vadnou naráz, napadená rostlina komplexně hyne a usychá. Vadnutí začíná na jednom, případně jen na několika listech hlavního stonku a pokračuje rychleji směrem nahoru než dolů. V jiných případech vadnutí začíná na jednom nebo vícerých bočních výhonech a postupuje směrem na hlavní výhon (stonek). Doba od projevu prvních symptomů po úplné odumření rostliny může být různě dlouhá, od několika dní po několik týdnů. Někdy vzniká i tzv. chronická forma choroby, která má za následek reverzibilní (vratné) vadnutí aniž by nakonec rostlina odumřela.
Napadení xylému se dá určit jen na průřezu stonku a to na základě tmavěji zbarveného xylému – cévních svazků ve středu stonku. Ne vždy se však dá tímto způsobem tracheomykóza poznat, protože někdy ke změně barvy v cévních svazcích nedochází nebo je změna barvy nevýrazná. Při infekci bez symptomů na průřezu se dá napadení zjistit jen laboratorně kultivačními zkouškami na syntetických živných médiích.

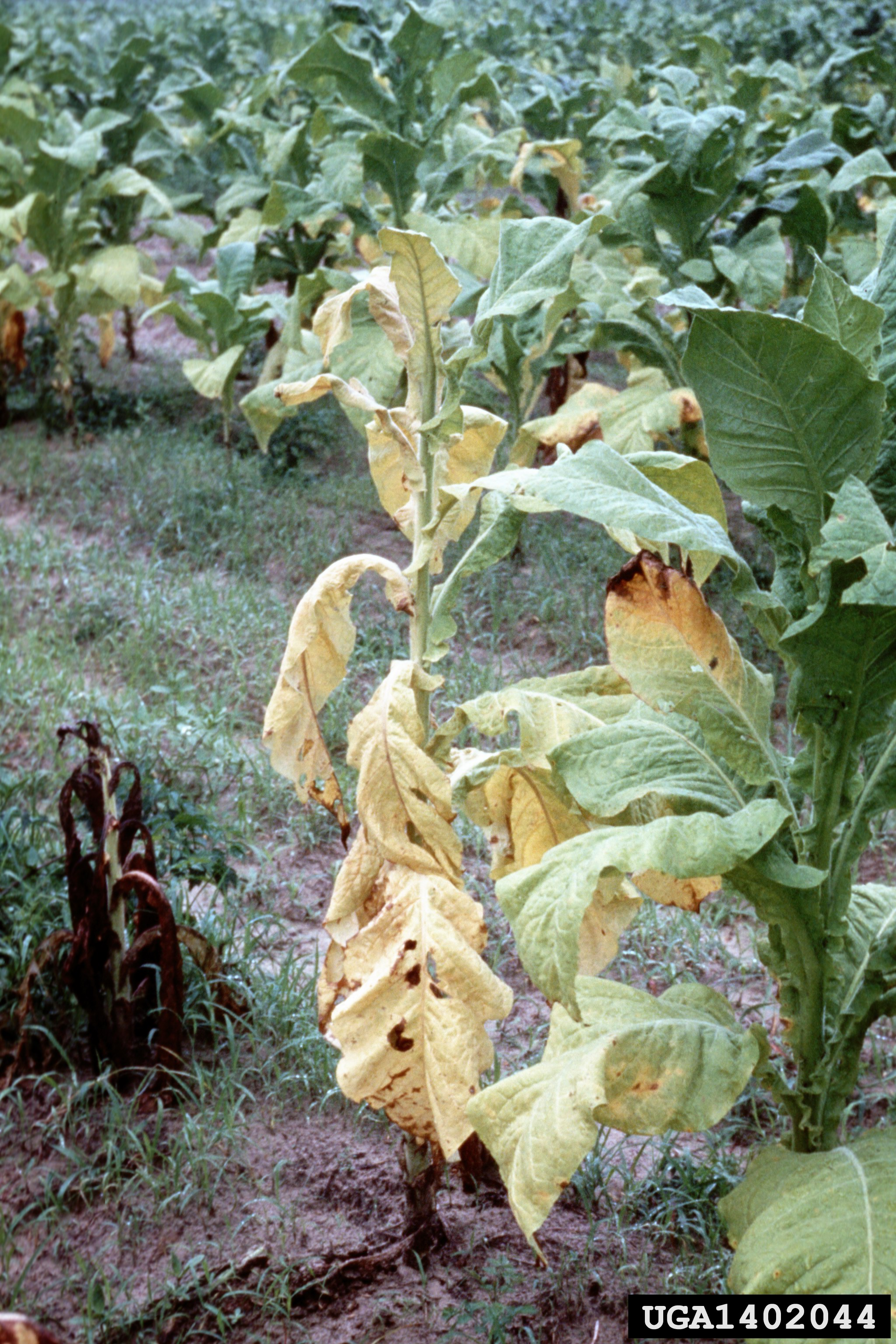
Symptomy fuzariového vadnutí na tabáku.

### Možnost záměny
Velmi podobné symptomy vyvolávají na okurkách a paprice (ale i na jiných hostitelích) houby z rodu Verticillium (V. alboatrum, V. dahliae). Odlišností je, že při verticiliovém vadnutí choroba postupuje zdola nahoru a pomaleji. Často bývá napadená jen jedna část cévních svazků, takže vadnutí zpočátku podléhá jen část rostliny, která postupně žloutne, zaostává v růstu, až nakonec vadne (hlavně při vysokých teplotách) a odumírá. Při takovýchto lehčích infekcích infikovaní jedinci jen zaostávají v růstu a částečně nebo celkově trpí žloutenkou.

## Význam
Způsobuje často významné škody na pěstované kultuře, u některých (karafiát, astra) patří k nejvýznamnějším chorobám druhu, jenž končí úhynem celého porostu. Jakákoli z uvedených forem ale výrazně brzdí proces tvorby výnosu, což se nakonec projeví i na efektivitě pěstování.

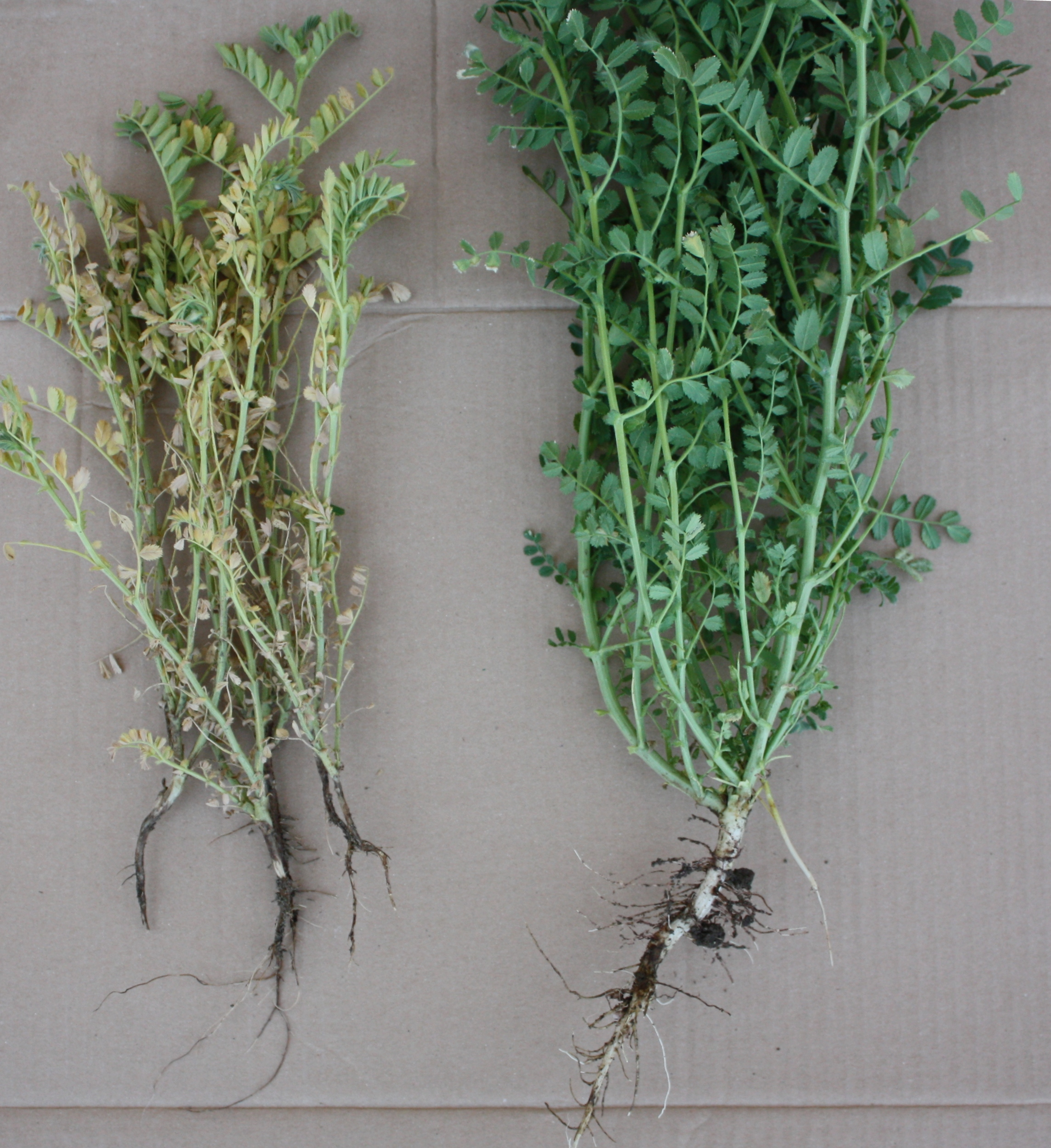
Fusarium solani f.sp. pisi na vikvovité rostlině.

## Biologie
Houby z rodu Fusarium žijí v půdě, odkud se dostávají do podzemních orgánů a způsobují hniloby kořenového krčku. Některé druhy vnikají do vodivých drah rostlin, ucpávají cévy, takže rostlina potom vadne a žloutne.
Houby z rodu Fusarium napadají kořenové systémy nebo další podzemní části hostitelských rostlin přes zranění, která jsou způsobeny přirozeným růstem mladých kořínků v půdě a zraněními u starších kořenů, které jsou provedeny během přesazování a pěstování. Mohou také pronikat poškozením kořenů které způsobují patogenní organismy žijící v půdě, jako např. hmyz nebo hlístice. Jakmile pronikla do rostliny, houba roste a násobí se v cévním systému (vodivé tkáně) kořenů. Pak se pohybuje nahoru v rostlině výtrusy (macroconidia a microconidia), které jsou přepravovány vodivými tkáněmi, kde klíčí a ovlivňují nové části rostlin nebo hub a rozšiřují se v tkáni hostitele. Normální tok tekutin a živin z kořenů do listů je výrazně snížen nebo zastaven, protože xylém bývá částečně ucpaný nebo zničený myceliem a sporami, nebo přemnožením sousedních buněk. Toxické látky jsou považovány za výsledek interakce houby a hostitelské rostliny. 

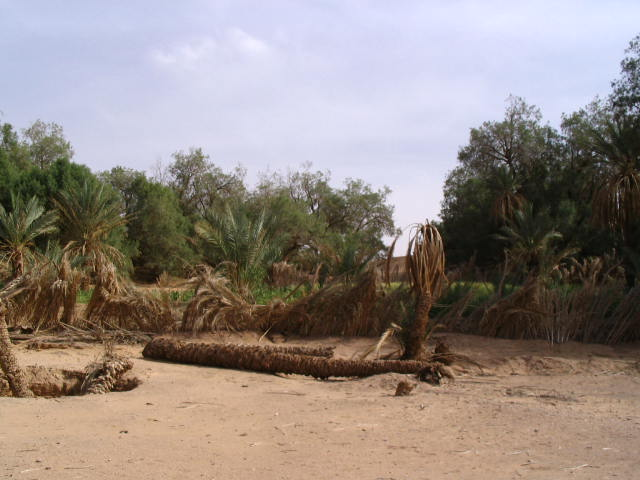
Palmy zničené fuzariózou.

## Šíření
Houby rodu Fusarium se šíří výsadbou řízků, transplantací, hlízami, kořeny, a cibulemi. Kromě toho mycelium, konidie a chlamydospory mohou být přenášeny se zamořenou půdou pro běžném zpracování půdy ulpěním na ruční nářadí, oděvu nebo botách. Dále se šíří větrem a vodou. 

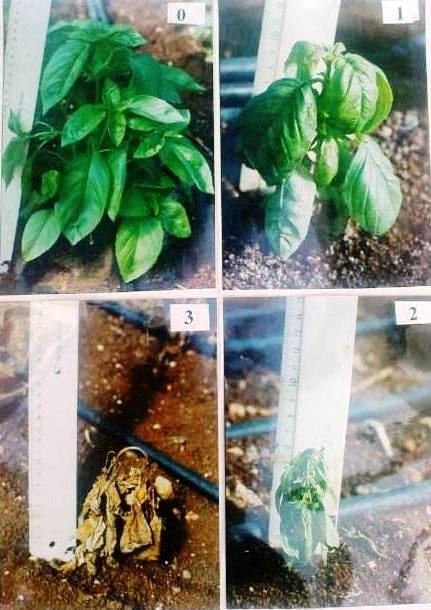
Test rezistence u rezistentní odrůdy bazalky Nufar.

## Ochrana rostlin

### Prevence
Dezinfekce půdy do nádob na předpěstování sadby. V polních podmínkách je potřeba dodržovat zásady střídání plodin a při vzniku infekce zařadit do osevního postupu odolnější nebo nehostitelské plodiny. Nepřehnojovat a nepřelévat rostliny. Důležité je odstraňováním napadených rostlin i s kořeny a likvidace (spálením). Nekompostovat a nezarývat nebo nezaorávat. Zamořené vlhké půdy je třeba odvodnit, protože příliš mokré a těžké půdy (i mrazové kotliny) podporují rozšíření této choroby. Hlízy a cibule vykopávat brzy a za suchého počasí. Osušit ve stínu pomocí teplého cirkulujícího vzduchu. Nepoužívejte poškozené cibule a hlízy. Zlikvidujte všechny, které mají známky plísně, hniloby nebo léze. Cibule a hlízy by měly být vysazeny v čisté nebo dezinfikované půdě. Půdy, kde se nákaza se nevyskytovala před 5 až 10 lety, jsou považovány za vhodné pro výsadbu.

#### Chemická ochrana
Při výskytu vadnutí je už jakákoli ochrana zbytečná.

### Rezistentní odrůdy
Nejvhodnější způsob ochrany proti fuzáriovému vadnutí je pěstování rezistentních nebo odolnějších kultivarů. I mezi odrůdami aster je různá náchylnost k chorobě.